# Maxjazz
Maxjazz (auch MAXJAZZ) war ein unabhängiges amerikanisches Jazzlabel, das 1998 gegründet wurde.
Das Jazzlabel Maxjazz wurde 1998 von dem Investmentbanker Richard „Rich“ McDonnell (1945–2014) in St. Louis gegründet. McDonnell leitete das Unternehmen in Vollzeit, nachdem er sich 2002 in seinem früheren Beruf zur Ruhe gesetzt hatte. Aufnahmen des Labels entstanden in St. Louis u. a. mit lokalen Musikern wie den Kennedy Brothers, Dave Venn, Mardra und Reggie Thomas, Paul DeMarinis und Dave Black, ferner mit landesweit bekannten Künstlern wie LaVerne Butler, Carla Cook, Geoffrey Keezer, René Marie, Rebecca Martin, Mulgrew Miller,  Russell Malone, Jeremy Pelt, Eric Reed, Terell Stafford, Jessica Williams und Steve Wilson. Eine Reihe von Alben wurde im New Yorker Jazzclub Jazz Standard mitgeschnitten. Die insgesamt über 75 Maxjazz-Produktionen wurden von Naxos vertrieben. 2004 war Maxjazz für die JJA-Awards der Jazz Journalists Association nominiert. 2016 wurde das Label von Mack Avenue Records übernommen.